# Dumitru Mihalache (Meke)
Dumitru Mihalache (n. 18 noiembrie 1951, București, România) este jurist român, profesor și om de sport: jucător (flanker), antrenor federal și președinte al Federației Române de Rugby (1998-2001); șef de serviciu în Ministerul Tineretului și Sportului; funcții de mare răspundere la Federația Română de Fotbal; observator UEFA.
În 1996, a lucrat, pentru o scurtă perioadă, ca jurnalist la Sport XXI, după care a condus Departamentul Competiții al Federației Române de Fotbal (1998-2014). A fost Project Leader pentru finala UEFA Europa League din 9 mai 2012, jucată pe Arena Națională din București, între Atlético Madrid și Athletic Bilbao. A fost, de asemenea, Project Manager pentru Euro 2020.
În perioada 2003-2014 a fost observator UEFA.
A fost secretar general la clubul Concordia Chiajna în perioada 2014-2016.

## Studii
- 1970: Liceul Aurel Vlaicu, București
- 1974: Licențiat al Institutului de Educație Fizică și Sport (I.E.F.S.)
- 1984: Licențiat al Facultății de Drept a Universității din București

## Carieră

### Rugby
O viață în sport – jumătate de secol - pe care l-a practicat la nivel de performanță încă din liceu (”Aurel Vlaicu”), unde diriginte i-a fost cunoscutul om de box Ion Dumitru, iar profesorul care l-a inițiat în rugby – celebrul antrenor de juniori Vasile Constantin, supranumit Mao. A jucat la juniori Rapidului alături de cunoscuții Marian Zamfir, Florin Măcăneață, Marian Burghelea, Mircea Paraschivescu (toți colegi de liceu), Petrică Barbu, Malancu, Veștemeanu etc.
La nivel de seniori, cel supranumit Meke a evoluat la Sportul Studențesc și Rapid. A fost titular în meciul România- Maroc (69-9) din 1973 și a bifat două selecții în echipa națională universitară.
Absolvent de IEFS și al Facultății de Drept de la Universitatea București, și-a continuat prezența remarcabilă în rugby ca antrenor federal, pentru ca în 1990 să devină șeful serviciului „Sport de performanță” în Ministerul Tineretului și Sportului.
În 1996 și-a demonstrat polivalența: la începutul anului a devenit șef de departament la primul cotidian color, SPORT XXI.
Între 1998 și 2001, a fost președinte al Federației Române de Rugby, perioadă în care naționala „Stejarilor” a avut o prezență consistentă în faza calificărilor și a grupelor de la Cupa Mondială din 1999.

### Fotbal
În august 1996, a fost cooptat în structura F.R.F. La Federația Română de Fotbal a condus departamentul Competiții, ulterior fiind promovat director și primind misiunea de a se ocupa de organizarea primei finale de cupă continentală, Europa League, disputată la București, pe noua Arena Națională, dintre Atlético Madrid  și Athletic Bilbao. Ceea ce nu l-a împiedicat să continue, în paralel cu activitatea din lumea fotbalului (apreciată și pe plan continental, în calitatea de observator UEFA), implicarea în viața rugbyului românesc, fiind ales președinte al federației de specialitate în 1998.
Pentru Euro 2020 a propus autorităților modernizarea celor patru stadioane - Giulești, Ghencea, Dinamo  și Arcul de Triumf -, ca arene destinate antrenamentelor.
După finala Europa League din 2012, a ocupat poziția de director al Direcției de Programe și Investiții din cadrul FRF.

## Alte activități
Dincolo de aparițiile oficiale, Dumitru Mihalache este cunoscut în cercurile de prieteni pentru tonusul pozitiv, firea glumeață și vocea de bariton pe care nu ezită să o folosească la întâlnirile private pentru interpretarea unor cântece din repertoriul românesc sau internațional. Mai este pasionat de lectură din cele mai diverse domenii, de la beletristică la istoria religiilor.

## Familie
Familist convins, este căsătorit din 11 iulie 1975 cu Elena, are doi copii, pe Adrian Mihalache și Tudor Mihalache, un nepot și trei nepoate.